# Камйонкі (Великопольське воєводство)
Камйонкі (пол. Kamionki, нім. Steindorf) — село в Польщі, у гміні Курник Познанського повіту Великопольського воєводства.
Населення — 2040 осіб (2011).

## Демографія
Демографічна структура станом на 31 березня 2011 року:
|          | Загалом | Допрацездатний вік | Працездатний вік | Постпрацездатний вік |
| -------- | ------- | ------------------ | ---------------- | -------------------- |
| Чоловіки | 1013    | 285                | 685              | 43                   |
| Жінки    | 1027    | 271                | 642              | 114                  |
| Разом    | 2040    | 556                | 1327             | 157                  |